# Lissonota nigra
Lissonota nigra är en stekelart som beskrevs av Carl Gustav Alexander Brischke 1880. Lissonota nigra ingår i släktet Lissonota och familjen brokparasitsteklar. Arten är reproducerande i Sverige. Inga underarter finns listade i Catalogue of Life.